# Aeshna ellioti
Aeshna ellioti (tên tiếng Anh Highland Hawker hoặc Elliot's Hawker) là một loài chuồn chuồn ngô thuộc họ Aeshnidae. Nó được tìm thấy ở Ethiopia, Kenya, Malawi, Mozambique, Nam Phi, Tanzania, Uganda, Zimbabwe, và có thể cả Burundi. Môi trường sống tự nhiên của chúng là vùng núi ẩm nhiệt đới hoặc cận nhiệt đới, vùng cây bụi nhiệt đới hoặc cận nhiệt đới vùng đất cao, sông ngòi, đầm nước ngọt, suối nước ngọt, và đất ngập nước vùng núi cao.